# Dichaetomyia fusciventris
Dichaetomyia fusciventris är en tvåvingeart som beskrevs av Fritz Isidore van Emden 1965. Dichaetomyia fusciventris ingår i släktet Dichaetomyia och familjen husflugor. Inga underarter finns listade i Catalogue of Life.